# Christoph Graf
Christoph Graf (Pfaffnau, 5 settembre 1961) è un ufficiale svizzero, 35º Comandante della Guardia Svizzera Pontificia dal 7 febbraio 2015.

## Biografia
Il colonnello Graf è nato nel 1961 a Pfaffnau, nel cantone di Lucerna, in Svizzera. Prima di svolgere il servizio militare in Svizzera, Christoph Graf intraprese la formazione come giurista.
Entrò a far parte della Guardia Svizzera Pontificia il 2 marzo 1987 come alabardiere e nell'agosto del 1999 venne promosso al grado di sergente col compito di istruttore delle nuove reclute. Nel 2000 ottenne la promozione a sergente maggiore con la funzione di capo di stato maggiore del corpo, posizione mantenuta sino all'aprile del 2009 quando venne promosso capitano in seconda. Nell'ottobre del 2010, venne nominato da papa Benedetto XVI al grado di Tenente Colonnello e Vice Comandante della guardia, capo dello staff e consigliere personale del comandante.
Il 2 dicembre del 2014, venne annunciato che il colonnello Anrig avrebbe presto lasciato la sua posizione di comandante dopo 7 anni di servizio. Il 7 febbraio 2015, papa Francesco ha nominato Graf quale nuovo comandante della Guardia Svizzera Pontificia, facendo celebrare una messa per rimarcare questo passaggio.
Il colonnello Graf è sposato con una donna italiana da cui ha avuto due figli.

## Prese di posizione e direttive
Christoph Graf ha rilasciato più volte dichiarazioni pubbliche relative alla sua visione del ruolo della Guardia Svizzera Pontificia oggi, dimostrando come il suo corpo di guardia sia attento alle problematiche internazionali di sicurezza, in particolare alle eventuali minacce provenienti dallo Stato Islamico verso la Santa Sede.
È intervenuto anche sulla sua successione a Daniel Rudolf Anrig, precisando che papa Francesco ha visto tale atto come "assolutamente normale" e non ha mai considerato lo scioglimento del corpo. Monsignor Alain de Raemy racconta che egli conobbe per la prima volta Christoph Graf nel 2006 quando divenne cappellano della guardia, quando all'epoca Graf era sergente maggiore del corpo. Lo stesso Remy ha più volte rimarcato che nelle sue funzioni, Graf ha diretto e continua a dirigere i suoi uomini con "l'amore verso il prossimo", un approccio che egli ritiene adeguato e in perfetta sintonia con quanto esplicitato da papa Francesco, fatto che fu probabilmente uno dei motivi che portarono poi alla sua nomina.
Christoph Graf ha dichiarato inoltre che la decisione di papa Francesco di spostarsi alla Residenza di Santa Marta ha rappresentato un lavoro di sicurezza ulteriore per la guardia e per questo proposito egli ha fatto richiesta perché i suoi uomini venissero aumentati nel numero di 110.

## Onorificenze

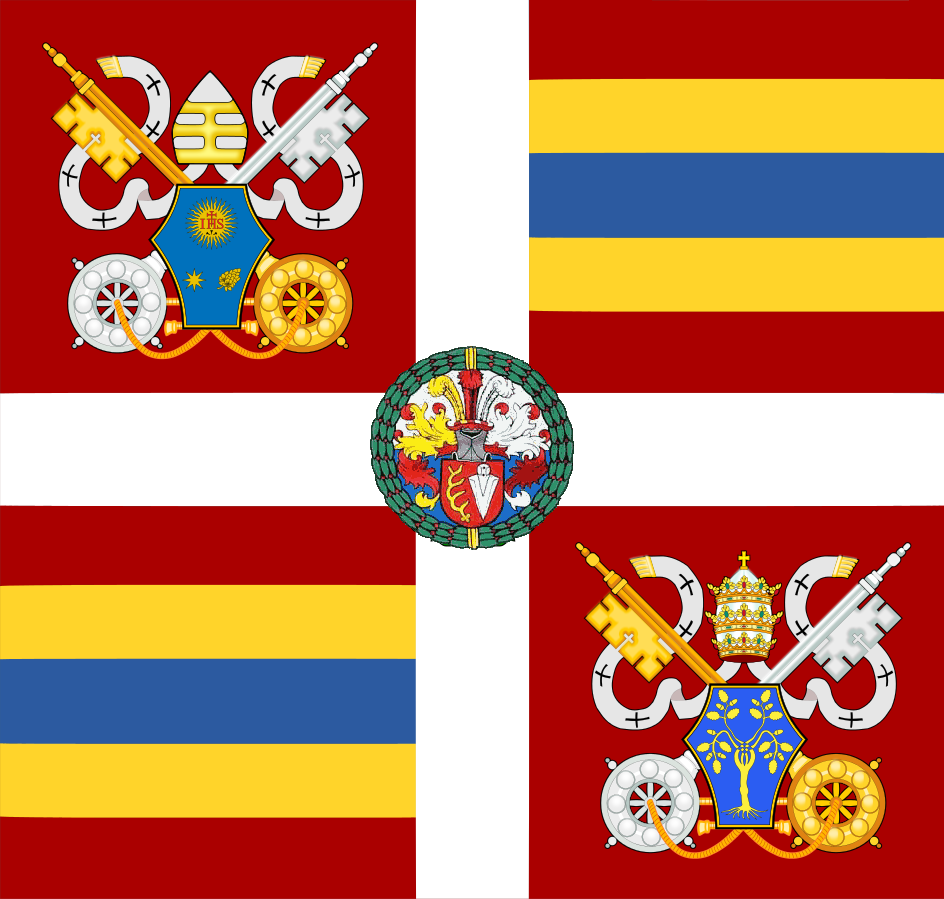
Bandiera del colonnello Christoph Graf come comandante della Guardia Svizzera sotto il pontificato di papa Francesco